# Трендафилов, Димитр
Димитр Трендафилов (25 февраля 1967, Варна, Болгария) — болгарский футболист, нападающий. Тренер.

## Начало карьеры
Димитр начал карьеру в клубе «Спартак» (Варна) в возрасте 17 лет. В этом клубе он быстро стал игроком стартового состава, и в 1991 году состоялся переход в более сильный клуб «Берое». За этот клуб нападающий отыграл один сезон. В 1992 году Трендафилов пополнил ряды столичного «Левски». За два года нападающий забил лишь 4 гола в 32 матче чемпионата Болгарии, дважды стал чемпионом Болгарии и один раз выиграл кубок Болгарии.
В 1993 году Димитр был отдан в аренду в «Черно море». За полгода он сыграл 3 матчей и сумел 1 раз поразить ворота соперников. В 1995 год он начал играть в варнском «Спартаке». Трендафилов сыграл 23 игр и забил 8 мяча. В 1996 году Трендафилов перешёл в «Черно море». За полгода Димитр сыграл 4 матчей и забил 2 мячей. Сезон 1996/97 он провёл в клубе «Черно море». В том сезоне нападающий сыграл 26 матч и забил 9 голов.

## «Факел» Воронеж
В 1997 году Трендафилов подписал контракт с воронежским «Факелом». Он стал первым европейским футболистом в высшей лиге России. Дебют состоялся 9 августа в матче против московского «Локомотива» (0:2). 16 августа забил свой первый гол — в ворота «Локомотива» из Нижнего Новгорода. В сезоне Трендафилов сыграл шесть матчей и забил один гол, а его клуб, заняв 17 место, покинул высшую лигу. В 1998 году «Факел» выступал в Первом дивизионе и занял 10 место. Сам игрок сыграл десять матчей и забил один гол в ворота клуба «Газовик-Газпром».

## Возвращение в Болгарию
В 1999 подписал контракт с клубом «Хасково». За этот клуб нападающий провёл шесть матчей. В 2000 он пополнил ряды клуба «Черно море», в составе которого провёл лишь две игры. Трендафилов завершил карьеру в любительских клубах. В чемпионате Болгарии Димитр сыграл 224 (145 — «Спартак» Варна, 47 — «Ботев», 32 — «Левски») матча и забил 43 (29 — «Спартак» Варна, 10 — «Ботев», 4 — «Левски») гола.

## Сборная Болгарии
В 1992 году Димитр Трендафилов сыграл два матча за сборную Болгарии.

## Достижения
- Чемпион Болгарии: 1992/93 , 1993/94
- Обладатель Кубка Болгарии: 1993/94